# Atlantis schaaktoernooi
Het Atlantis schaaktoernooi is een schaaktoernooi dat jaarlijks in de zomerperiode in Groningen wordt gespeeld. Het toernooi werd aanvankelijk gespeeld in de vorm van tienkampen waarin de deelnemers op sterkte werden ingedeeld. Als er op die manier minder dan 10 deelnemers overbleven, werden die ingedeeld in de groep erboven die dan 9 ronden volgens het Zwitsers systeem speelde. 

## Podiumplaatsen van de meestertienkamp/A-groep en de winnaar van de promotiegroep/B-groep
| Jaar | Ref.  | Goud             | Zilver           | Brons                 | Promotiegroep     |
| ---- | ----- | ---------------- | ---------------- | --------------------- | ----------------- |
| 2007 | [ 1 ] | Dejan Bojkov     | Daan Brandenburg |                       |                   |
| 2008 | [ 2 ] | Dejan Bojkov     | Xander Wemmers   | Daan Brandenburg      | Rob Schoorl       |
| 2009 | [ 3 ] | Robin van Kampen | Migchiel de Jong | Daan Brandenburg      | Erik Hoeksema     |
| 2010 | [ 4 ] | Dejan Bojkov     | Romain Picard    | Migchiel de Jong      | Jasper Geurink    |
| 2011 | [ 5 ] | Renze Rietveld   | Migchiel de Jong | Floris van Assendelft | Rick Duijker      |
| 2012 | [ 6 ] | Oleg Krivonosov  | Frits Rietman    |                       | Conrad Mostertman |
| 2013 | [ 7 ] | Erik Hoeksema    | Sipke Ernst      | Bram Klapwijk         | Martijn Bakker    |
| 2014 | [ 8 ] | Sipke Ernst      | Oleg Krivonosov  | Erik Hoeksema         | Raymon Oord       |
| 2015 | [ 9 ] | Merijn van Delft | Sipke Ernst      | Migchiel de Jong      | Bram de Vries     |